# Рехон, Хуан
Хуа́н Рехо́н (исп. Juan Rejón, умер 1481) — капитан кастильского военного флота католических королей во второй половине XV века. Рехон сыграл значительную роль в завоевании Канарских островов и считается основателем города Лас-Пальмас-де-Гран-Канария.

## Завоевание Канарских островов
Назначение Хуана Рехона капитаном произошло в спешке, поскольку кастильцы пытались предотвратить завоевание португальцами Канарского архипелага вслед за Азорскими островами и Мадейрой. Рехон получил в распоряжение около 600 воинов, большинство из них родом из Андалусии. 28 мая 1478 года флотилия из трёх кораблей под руководством Хуана Рехона отправилась из Эль-Пуэрто-де-Санта-Мария в сторону Канарских островов.
24 июня того же года флотилия достигла прибрежной части Гран-Канарии северней нынешней столицы острова Лас-Пальмас-де-Гран-Канария, где они и разбили лагерь. На этом месте было основано поселение Эль-Реаль-де-Лас-Пальмас, сейчас на его месте находится квартал Ла Вегета — исторический центр Лас-Пальмаса. С этой точки началось завоевание острова Гран-Канария.
Разногласия между капитаном Рехоном и его командой привели к многочисленным инцидентам в рядах испанских завоевателей. В частности, Рехон обезглавил кастильского губернатора Альгабу, за что был выслан новым генерал-капитаном Педро де Вера в качестве заключенного обратно в Кастилию. Однако Рехон вышел на свободу и вновь вернулся на Канарские острова, где обезглавил нового наместника и выслал одного из своих противников, духовного наставника Бермудеса, на соседний остров Лансароте.
Завоевание соседнего острова Гомера затянулось до 1480 года, пока Хуан Рехон в начале июля 1481 года не пришвартовался со своим войском на берегу Эрмигуа. Он планировал дать новый толчок в завоевании Гомеры и решить проблемы с правителем острова Эрнаном Пераса. Однако Пераса видел в Рехоне опасного противника, пытавшегося обосноваться на Гомере, и приказал одному из своих вассалов убить Рехона. На это Королевский суд Кастилии наказал Пераса и отправил его на Гран-Канарию с целью подавить сопротивление коренного населения. В 1488 году Пераса был убит одним из гуанчей.